# Lev Golovnitski
Lev Nikolaïevitch Golovnitski (Лев Николаевич Головни́цкий), né le 10 décembre 1929 à Kourgan et mort le 29 avril 1994 à Ekaterinbourg, est un sculpteur russe soviétique. Il est distingué comme artiste du peuple de la RSFSR en 1980.

## Biographie
Il naît dans la famille d'un machiniste à Kourgan dans l'Oural (RSFSR). Il a un frère aîné, Youri (1925-1943), qui dessine et qui est tué pendant la bataille de Koursk. En 1932, la famille déménage à Tcheliabinsk. En 1944-1947, il étudie à l'atelier d'art de Mikhaïl Lochakov au Palais des Pionniers Kroupskaïa à Tcheliabinsk. En 1952, il est diplômé de l'école d'art de Saratov. Son œuvre de diplôme est une sculpture de l'écrivain Nikolaï Ostrovski.
Il est membre du PCUS et de l'union des artistes d'URSS en 1955. En 1980, il est diplômé de l'institut pédagogique de Magnitogorsk. Il fait un stage à Moscou et des voyages d'études en Italie (1960, 1970), au Japon (1968), en Tchécoslovaquie (1968), aux États-Unis (1975) et en France (1977).
Faisant partie du bureau politique du parti communiste de l'oblast de Tcheliabinsk, il est élu député en 1969-1973 du soviet des députés travailleurs de Tcheliabinsk.
Il participe à des expositions régionales, nationales, pansoviétiques et internationales. Il est élu membre puis président (1958-1961, 1965, 1977-1980) de l'administration de l'Union des artistes d'URSS, délégué des XXIIIe et XXVIe congrès du PCUS, et de différents congrès de l'Union des artistes.
Golovnitski s'installe en 1987 à Krasnoïarsk. En 1987-1993, il est secrétaire-académicien du département de Sibérie et de l'Extrême-Orient de l'Académie des beaux-arts d'URSS à Krasnoïarsk. Il est membre effectif de l'Académie en 1988. Il dirige un atelier de sculpture; il est professeur de l'institut des beaux-arts de Krasnoïarsk où il enseigne à la chaire de sculpture.
En 1989-1991, il est député du peuple d'URSS. En 1993, il déménage à Ekaterinbourg avec sa famille. Il y meurt l'année suivante. L'urne de ses cendres est placée au cimetière de l'Assompation de Tcheliabinsk auprès de ses parents sous une croix de bronze.

## Distinctions
- Deux ordres du Drapeau rouge du Travail (1971, 1986)
- Médaille d'argent Bouketitch de l'Académie des beaux-arts d'URSS (1980)
- Prix Lénine du Komsomol (1967), pour sa sculpture L'Aiglon
- Prix d'État de RSFSR Répine (1977), pour ses sculptures Les Ouraliens, L'Hymne aux combattants et Les Frontières labourées
- Artiste du peuple de RSFSR (1980)

## Quelques œuvres
Lev Golovnitski est l'auteurs de nombreuses œuvres dont:
- L'Aiglon (Tcheliabinsk), 1958
- Monument de Lénine (Tcheliabinsk), 1959 (en collaboration avec Vitali Zaïkov)
- Première tente (Magnitogorsk), 1966
- Monument des tankistes volontaires (Tcheliabinsk), 1975
- Les Mères endeuillées (Tcheliabinsk), 1975
- Partie du monument De l'arrière vers le front (Magnitogorsk), 1979
- Buste d'Alexandre Pouchkine (Tcheliabinsk), 1983
- Buste de Victor Makeïev (Kolomna)
- Buste du constructeur général de l'usine de tracteurs de Tcheliabinsk, Ivan Trachoutine (Tcheliabinsk).

Il laisse aussi une œuvre graphique. Il est conservé dans les fonds de la galerie de tableaux du musée des beaux-arts de Tcheliabinsk son cycle graphique Rome, la Ville éternelle.

## Famille
- Père: Nikolaï Pavlovitch Golovnitski (1904-1964), machiniste.
- Mère: Klavdia Alexandrovna Golovnitskaïa (1905-1987).
- Épouse: Enrika Emilievna Golovnitskaïa, née Eckert (née le 5 avril 1931 à Léningrad), sculptrice
  - Enfants: Natalia et Pavel.

## Hommages
Une rue lui est dédiée à Tcheliabinsk dans le district de Kourtchatov et sur la façade de l'immeuble où il vécut à Tcheliabinsk (perspective Lénine, n° 77) un plaque mémorielle est fixée en son hommage en 1998.

## Photographies

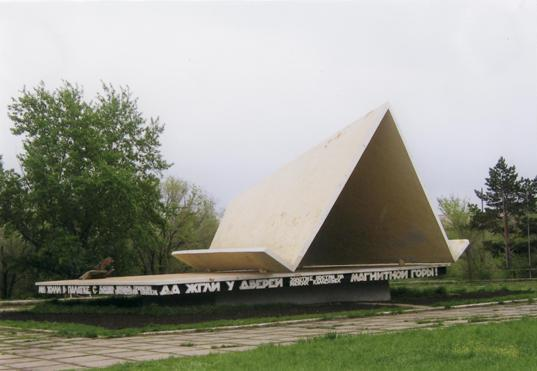
Première tente (1966)
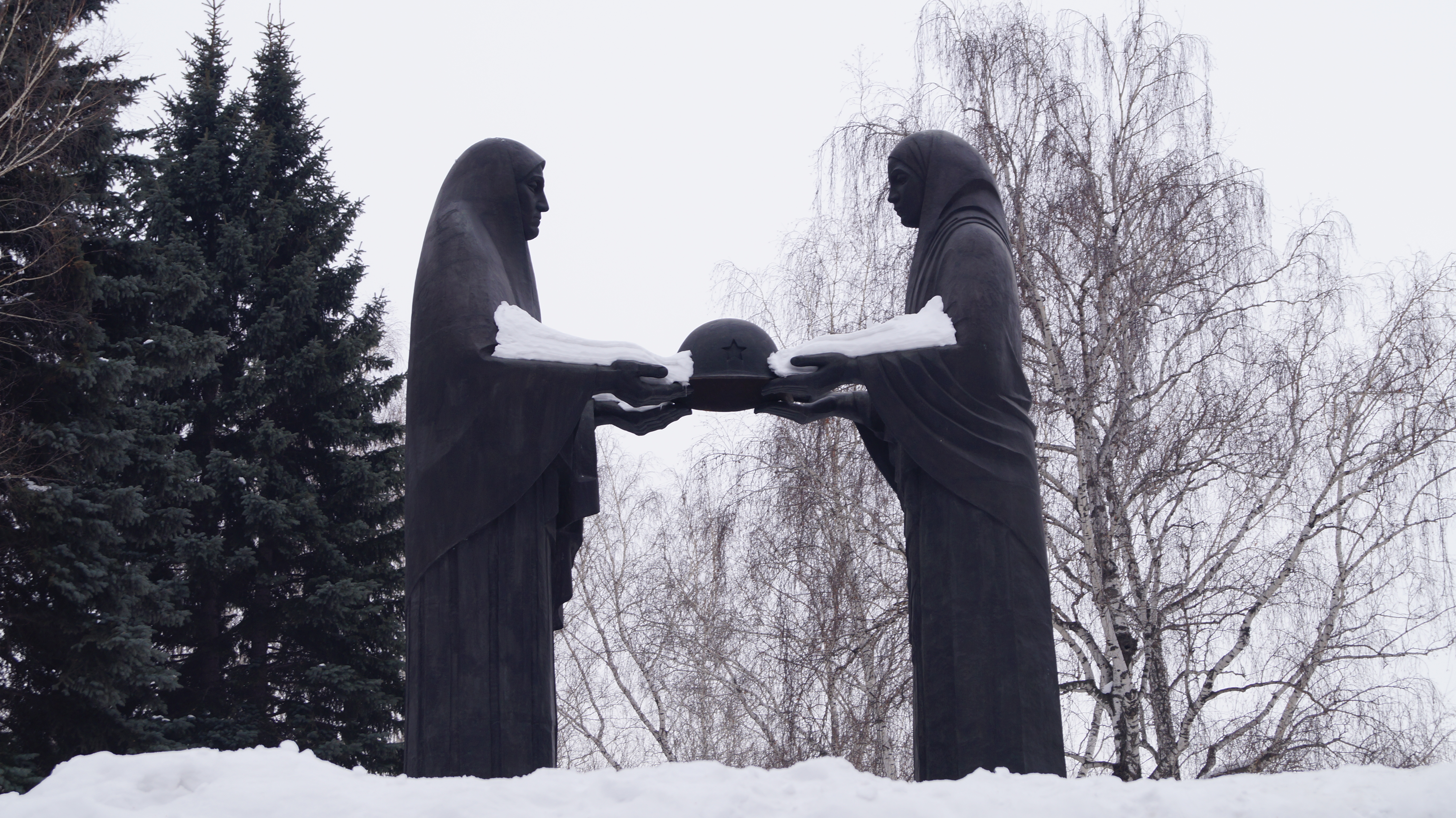
Les Mères endeuillées (1975)
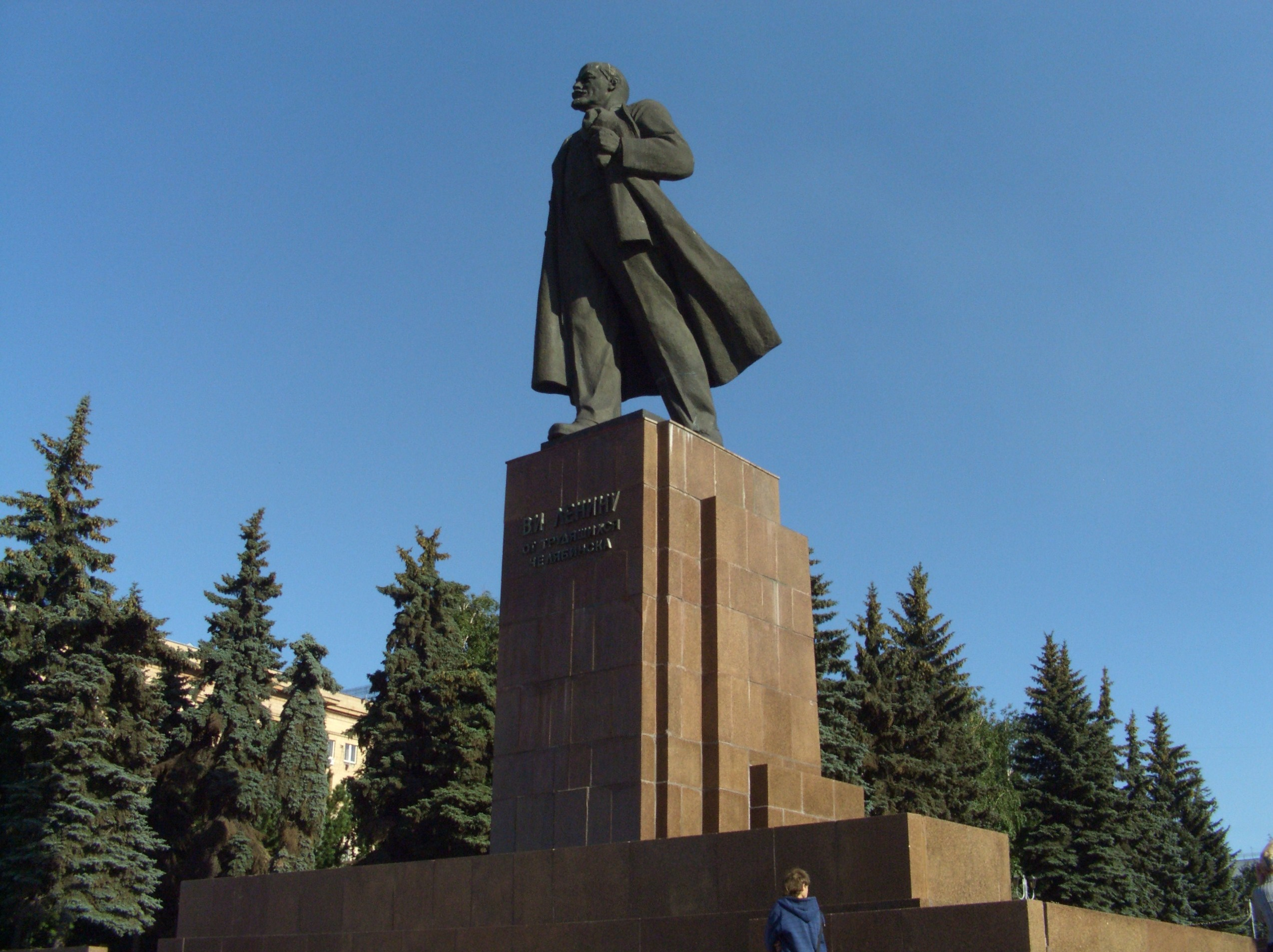
Statue de Lénine (1959)
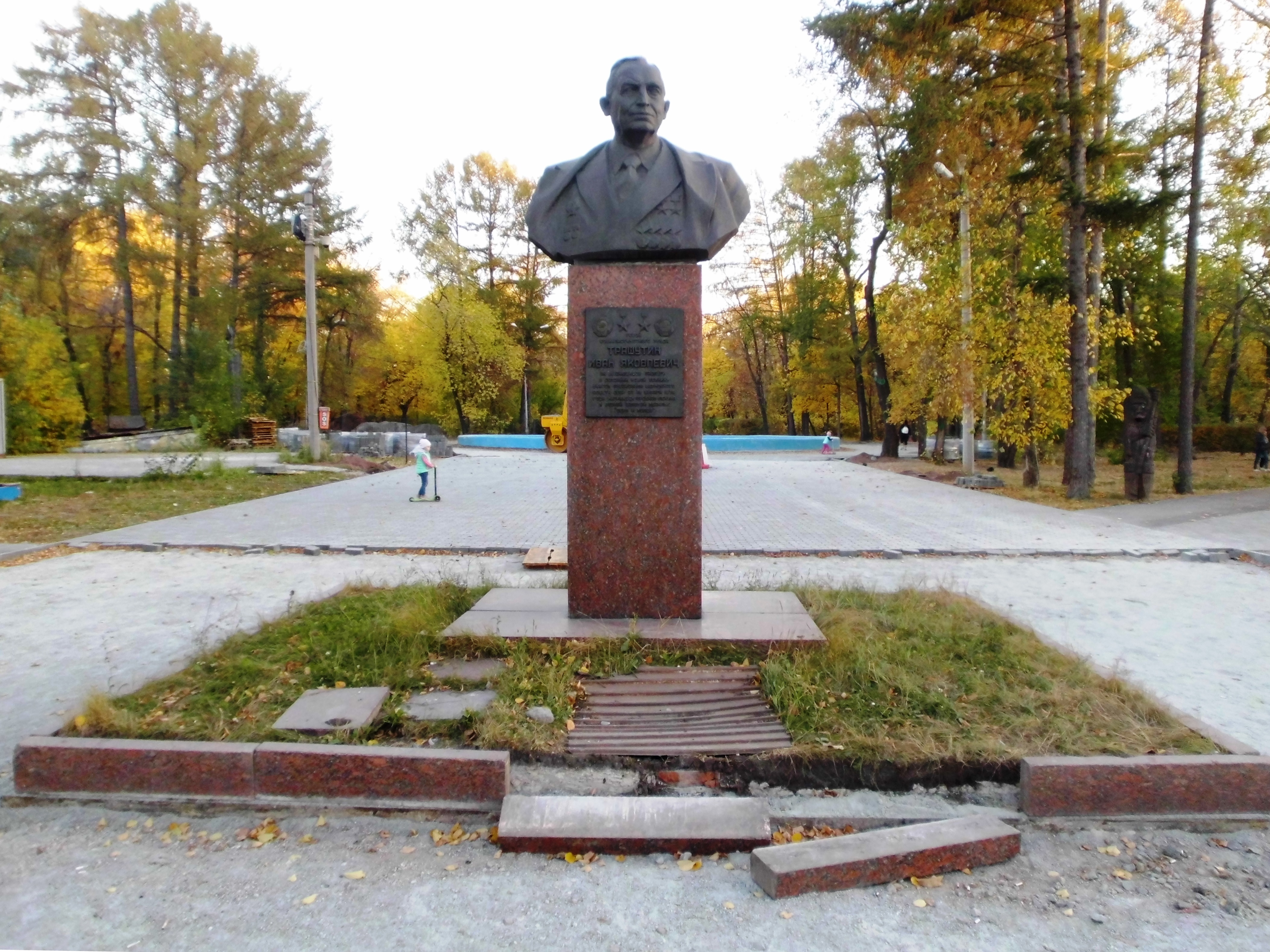
Buste de Trachoutine